# Magesi Football Club
Actualités
Le Magesi Football Club est un club de football sud-africain basé à Polokwane.

## Histoire
Le club est fondé en 2011 sous le nom Tambo FC et débute en quatrième division. Il est promu en 2015 en SAFA Second Division, la troisième division, et change son nom en Magesi FC puis lors de la saison 2015-2016 il termine à la première place du groupe de la province de Limpopo. Le club termine également à la tête de son groupe pour la promotion et remporte aussi la finale contre l'autre promu. Avec ce titre de champion de SAFA Second Division le Magesi FC participe la première fois à la National First Division, la deuxième division nationale. Le club n'y séjournera qu'une saison en terminant la saison 2016-2017 à l'avant dernière place.
En 2021-2022, malgré la défaite en finale de la troisième division le club sera promu une nouvelle fois en deuxième division. Après avoir assuré son maintien en 2022-2023 avec une 12e place, en 2023-2024 le Magesi FC termine comme champion de deuxième division et obtient sa première promotion en Premiership.
La même année que sa promotion en première division le Magesi FC remporte la Coupe de la ligue (Carling Knockout Cup 2024) en battant en finale le club le plus titré d'Afique du Sud, le Mamelodi Sundowns (2-1).

## Palmarès
| Compétitions nationales                                                                                                   |
| --- |
| - Championnat d'Afrique du Sud de deuxième division (1) : - Champion : 2024. - Coupe de la ligue (1) : - Vainqueur : 2024 |

## Note et référence
1. ↑  (en) « Magesi FC’s rise from minnows to potential cup kings », sur supersport.com, 21 novembre 2024
2. ↑  (en) « Impressive MM Platinum are the champions of the ABC Motsepe National Playoffs », sur safa.net, 19 juin 2022
3. ↑  (en) « Magesi earn PSL promotion from NFD », sur scrolla.africa, 5 mai 2024
4. ↑  (en) « Magesi shock Sundowns in Carling Knockout final », sur supersport.com, 23 novembre 2024